# Arxiu històric
Un arxiu històric és una institució cultural que conserva, tracta i difon documentació de valor permanent, que li ha arribat mitjançant transferència de l'arxiu central o intermedi, com també per donació, dipòsit o adquisició, amb finalitat cultural i com a eina bàsica per a la investigació històrica. Un exemple d'arxiu històric com a institució és l'Arxiu Nacional de Catalunya o l'Arxiu de la Corona d'Aragó.
Els arxius històrics també són, d'acord amb la primera accepció un conjunt orgànic documental, el conjunt de documents que han perdut la seva vigència administrativa i han adquirit un valor permanent, del tipus que sigui preferentment secundari, cultural o històric. Un exemple en aquesta accepció és el fons de l'Administració Reial i Senyorial de l'Arxiu Nacional de Catalunya, dins de l'Administració Reial, l'ANC conserva 3.000 plets de la sèrie processos civils procedents de la Reial Audiència de Catalunya, des de finals del segle xvi fins al xix.

## Introducció
La tipologia d'arxius segons el cicle de vida dels documents diferencia l'arxiu històric de l'arxiu administratiu. Un document travessa en la seva vida per diversos períodes: des de la seva elaboració o recepció, i durant un període més o menys curt de temps, és objecte d'ús intensiu per la resolució d'assumptes del creador; amb el transcurs del temps cada vegada és menys utilitzat, va perdent el seu valor segons els fins pels quals havia estat creat on finalment es decideix la seva destrucció o conservació permanent.
Els arxius històrics integren la documentació seleccionada pel seu valor informàtic, històric i cultural, la qual es conserva a perpetuïtat, en les condicions òptimes que garanteixen la seva integritat i transmissió a les generacions futures, pel fet d'esdevenir part del patrimoni històric de la humanitat i no trencar d'aquesta manera la idea d'unitat d'arxiu.

## Llista d'arxius històrics
Alguns arxius de Catalunya: 
- Arxiu Nacional de Catalunya
- Arxiu Històric de la Ciutat de Barcelona
- Arxiu Històric del Poble Nou
- Arxiu Municipal de Barcelona
- Arxiu de la Corona d'Aragó (Barcelona)
- Arxiu Històric de la Diputació de Barcelona
- Arxiu Històric Comarcal d'Igualada
- Arxiu Històric Comarcal de Puigcerdà
- Arxiu Històric del Col·legi d'Arquitectes
- Arxiu Històric del Port de Tarragona
- Arxiu Històric Comarcal de l'Anoia
- Arxiu Històric Comarcal de Manresa
- Arxiu Històric Comarcal de Terrassa
- Arxiu Històric de la Comissió Obrera Nacional de Catalunya
- Arxiu Històric de la Selva del Camp
- Arxiu Històric del Port català
- Arxiu Històric de Sabadell
- Arxiu Històric de l'Hospital de la Santa Creu i Sant Pau

Alguns Arxius de l'Estat espanyol
- Archivo General de Indias
- Archivo General de Simancas
- Archivo General de la Administración
- Archivo de la Corona de Aragón

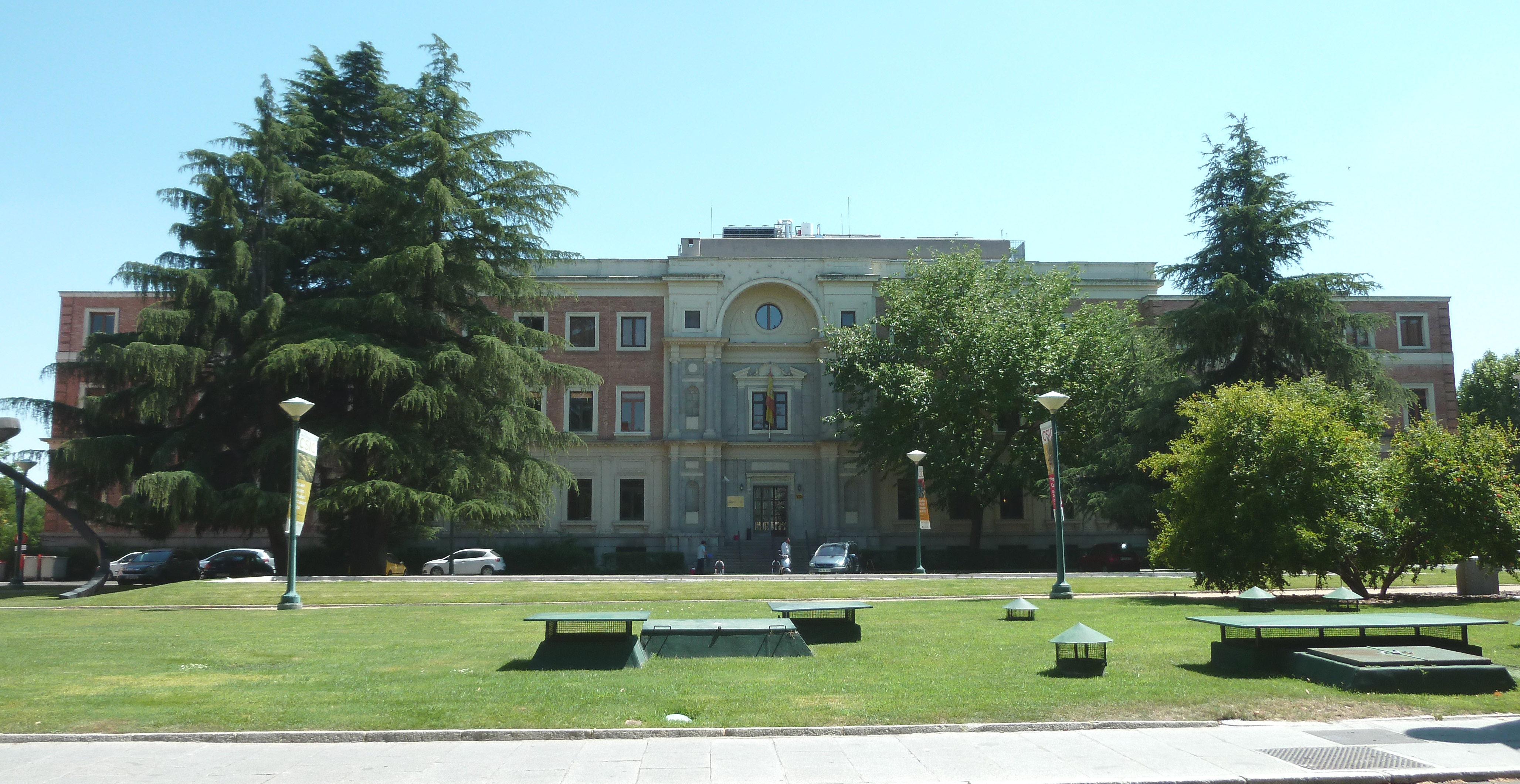
Arxiu Històric Nacional d'Espanya (Madrid)

- Archivo de la Real Chancillería de Valladolid
- Archivo Histórico Provincial de Vizcaya
- Archivo Histórico Provincial de Guipúzcoa
- Archivo Histórico Municipal de Valencia
- Archivo Histórico de Radio Ciudad Real
- Archivo Histórico del Banco de España
- Archivo Histórico de la Universidad de Sevilla
- Archivo Histórico Nacional
- Archivo Histórico Nacional - Sección Guerra Civil
- Archivo Histórico Nacional - Sección nobleza
- Archivo Histórico de Protocolos de Madrid
- Archivo Histórico Provincial de Álava
- Archivo Histórico Provincial de Las Palmas
- Archivo Histórico Provincial de Tenerife
- Archivos Históricos del Ministerio de Defensa
- Archivos históricos provinciales - Gobierno de Aragón

## Arxius històrics de la Generalitat de Catalunya
Segons l'article 11 del Decret 76/1996, de 5 de març, pel qual es regula el sistema general de gestió de la documentació administrativa i l'organització dels arxius de la Generalitat de Catalunya (DOGC, 2180, 11/05/1996), els arxius històrics de la Generalitat acullen la documentació següent:
- La documentació semi-activa que és objecte d'utilització administrativa molt infreqüent.
- La documentació històrica, que, transcorreguda la seva vigència administrativa i prèvia aplicació de l'avaluació i tria corresponent, s'ha de conservar permanentment. La documentació ha de romandre en la fase semi-activa com a màxim fins als trenta anys d'haver estat generada o rebuda pel departament o ens corresponent.

L'arxiu històric que ha de rebre la documentació es determina segons els criteris següents: 
- L'Arxiu Nacional de Catalunya rep la documentació generada pels òrgans centrals dels departaments i ens definits a l'article 2 del present Decret.
- Els arxius integrats en la xarxa d'arxius històrics comarcals reben la documentació generada pels òrgans següents: Delegacions territorials del Govern i dels departaments de l'Administració de la Generalitat, serveis territorials dels ens definits a l'article 2 del present Decret. Ens definits a l'article 2 del present Decret que tinguin un àmbit territorial d'actuació de caràcter regional, comarcal o local. Els departaments o ens que han generat o rebut la documentació dipositada als arxius històrics han de ser informats periòdicament de les consultes que els particulars i investigadors realitzin de la documentació mentre romangui en fase semi-activa i del procés de tria i avaluació a què la documentació sigui sotmès.